# Typhlamia bella
Typhlamia bella is een naaldkreeftjessoort uit de familie van de Typhlotanaidae. De wetenschappelijke naam van de soort is voor het eerst geldig gepubliceerd in 2007 door Blazewicz-Paszkowycz.